# Cabrela
Cabrela is een plaats (freguesia) in de Portugese gemeente Montemor-o-Novo en telt 703 inwoners (2001).